# Windhaan

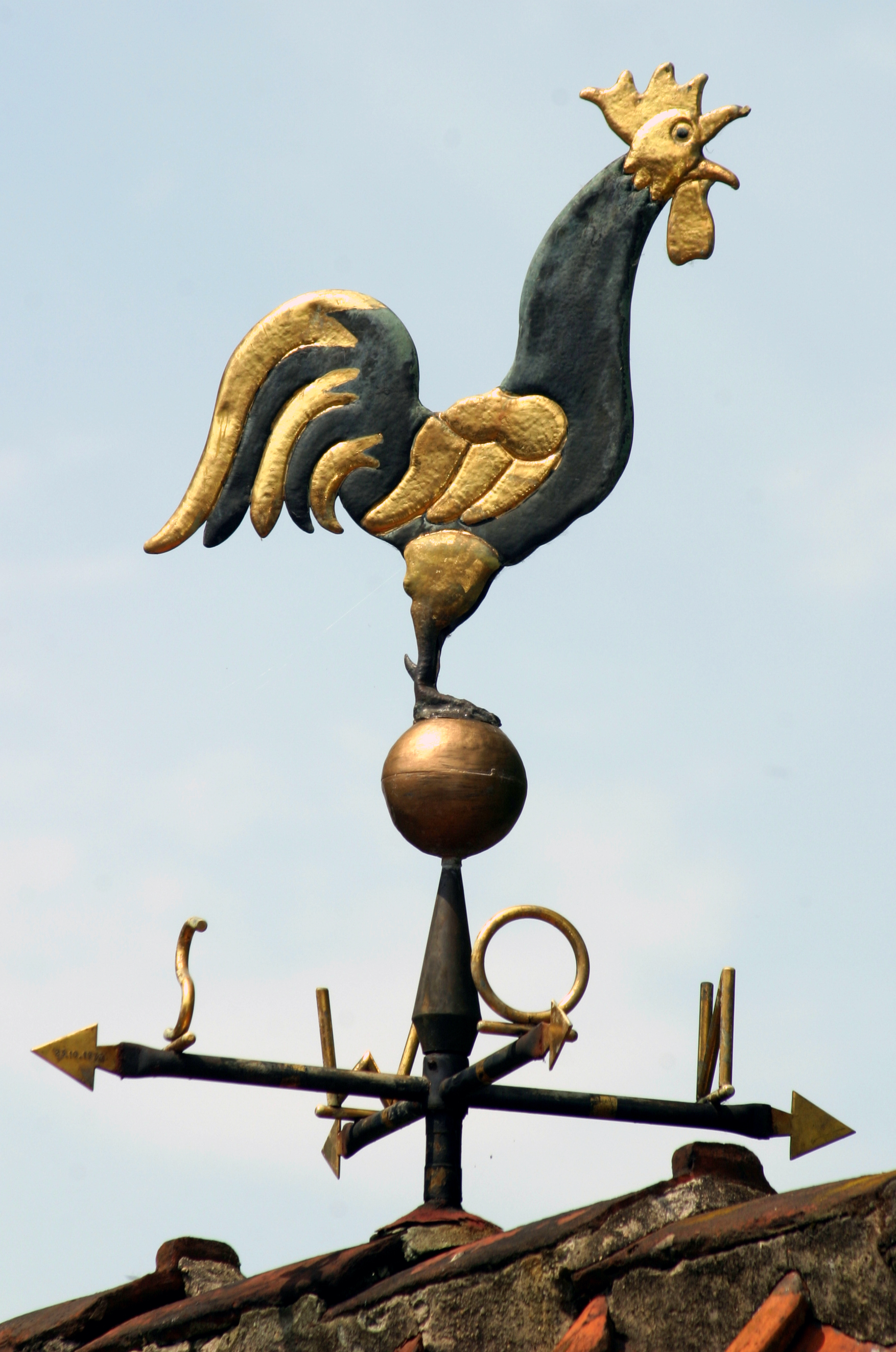
Weerhaan

Een windhaan of weerhaan is een windwijzer in de vorm van een haan. Sommige torenhanen zitten op een windkruis en/of op een metalen bol. Ze worden vooral geplaatst op de spits van kerktorens.
Van oudsher was het gebruikelijk een kruis, bol of haan te plaatsen op een toren, maar ook op een paal en ook op de kruin van een kerstboom en een meiboom. Deze dienden als afweermiddel.
Met de kerstening werden deze symbolen behouden. Christenen gingen echter een band zoeken in de Bijbel en die vonden ze dan ook ten opzichte van de haan. De haan werd een attribuut van de apostel Petrus en verwijst naar diens verloochening van Jezus en zijn berouw daarover (Markus 14:72). Na dit voorval verkondigde Petrus volgens de overlevering het christelijke geloof tot aan zijn dood.
In die betekenis staat het dier ook vaak afgebeeld op biechtstoelen.
Met de kerstening werd het kruis dus een christelijk symbool, alhoewel het in de heidense tijd een afweersymbool was, tezamen met de donderbeitel en de hamer. Voor de glansbal op een kerktoren konden die christenen echter geen verklarende tekst uit de Bijbel vinden. Deze glansbal is echter verwant aan de kerstbal.
De 'windhaan' draait soms niet met de wind mee. Deze haan op torenspitsen laat dus niet altijd zien vanuit welke richting de wind komt. Ook zijn er andere afbeeldingen op kerktorens te vinden. Zo staat bijvoorbeeld op de Martinitoren in de stad Groningen een heus paard, waarvan men zegt dat het zo groot is als een echt paard. Dat spreekt tot de verbeelding, maar er moet bij gezegd worden dat het paard een kleine pony is. De Kloosterkerk in Assen heeft een bazuinblazende engel op de torenspits. Op de spits van de  Jacobikerk in Utrecht, is in de jaren 50 een jacobsschelp geplaatst.
Op Lutherse kerken staat doorgaans een zwaan. Volgens de christenen verwijst deze zwaan naar de theoloog Johannes Hus (Hus betekende in zijn landstaal: gans). In Praag werd hij in 1415 wegens vermeende ketterijen op de brandstapel gebracht. Hij zou toen uitgeroepen hebben: "Jullie verbranden een gans, maar er zal een zwaan uit zijn as herrijzen". Deze uitspraak zou een eeuw later (1517) in verband worden gebracht met Maarten Luther en zo werd de zwaan het herkenningsteken van de Lutherse kerk. De zwaan was echter in de heidense tijd een heilig dier en werd voornamelijk met mythische wezens als elfen en goede-vrouwen in verband gebracht. Zwanen spelen een belangrijke rol in de Germaanse mythologie en volkscultuur, daarom werd ook de zwaan door de christenen overgenomen en op kerktorens geplaatst.
Torenhanen werden vroeger soms beschoten. Vele vervangen windhanen hebben schietgaten. De haan op een toren wordt dan ook in verbinding gebracht met vogelschieten.
De oudste kerkelijke verwijzing naar een windhaan stamt uit de 9e eeuw. Bisschop Rampertus van Brescia liet in het jaar 820 een bronzen haan gieten en op de toren van de kerk San Faustino Maggiore plaatsen, maar een haan op 'n paal, boom of toren is een veel ouder heidens gebruik.

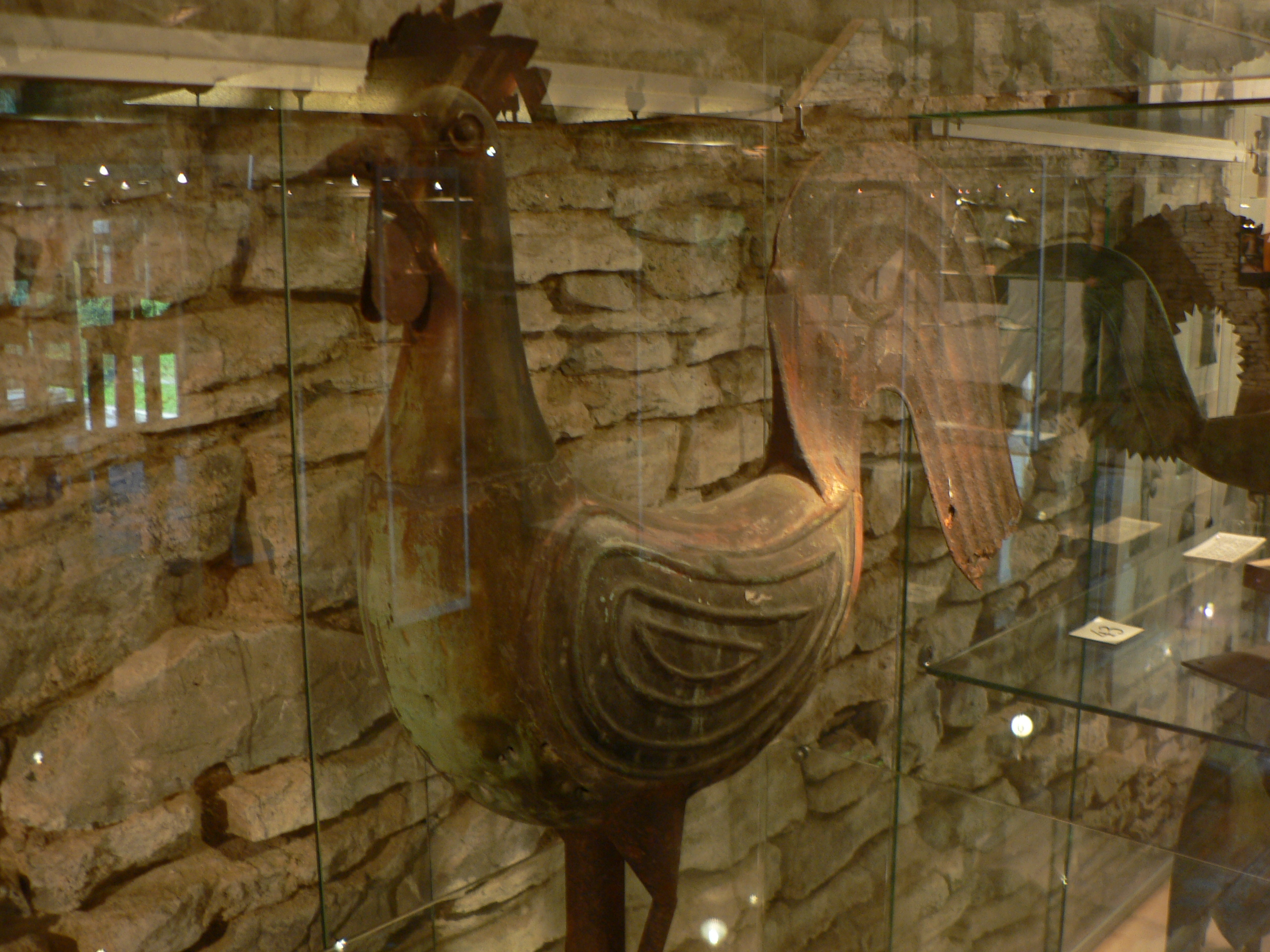
Torenhaan met kogelgaten in het Musée de la cloche et du carillon in Tellin